# شراكسة رائعة
شراكسة رائعة (الاسم العلمي:Charaxes superbus) هي نوع من الحشرات تتبع جنس الشراكسة من فصيلة الحورائيات.